# تپه گور کن
تپه گور کن مربوط به هزاره اول قبل از میلاد است و در شهرستان ساری، بخش مرکزی، روستای ماچک پشت واقع شده و این اثر در تاریخ ۱ مهر ۱۳۸۲ با شمارهٔ ثبت ۱۰۲۹۳ به‌عنوان یکی از آثار ملی ایران به ثبت رسیده است.